# UEFA President’s Award
Der UEFA President’s Award (Preis des Präsidenten) ehrt seit 1998 jährlich die herausragende Leistung, Professionalität sowie beispielhafte persönliche Tugend des Preisträgers. Der Preis ehrt insbesondere diejenigen Persönlichkeiten des Fußballs, welche die Entwicklung und den Erfolg dieser Sportart gefördert haben.
Dreimal wurde der Preis nicht vergeben (1999, 2015, 2016), der erste Sieger war 1998 Jacques Delors.
Für die schnelle und vorbildliche Reaktion nach dem Zusammenbruch von Christian Eriksen bei der Europameisterschaft wurden im Jahr 2021 mit Simon Kjær und dem Ärzteteam erstmals mehrere Personen mit dem Preis ausgezeichnet.

## Sieger pro Jahr
Die Tabellen zeigt die Sieger pro Jahr und Land.
| Jahr | Sieger | UEFA-Präsident               |
| ---- | --- | ---------------------------- |
| 1998 | Jacques Delors | Lennart Johansson            |
| 1999 | nicht vergeben | Lennart Johansson            |
| 2000 | Guy Roux | Lennart Johansson            |
| 2001 | Juan Santisteban | Lennart Johansson            |
| 2002 | Bobby Robson | Lennart Johansson            |
| 2003 | Paolo Maldini | Lennart Johansson            |
| 2004 | Ernie Walker | Lennart Johansson            |
| 2005 | Frank Rijkaard | Lennart Johansson            |
| 2006 | Wilfried Straub | Lennart Johansson            |
| 2007 | Alfredo Di Stéfano | Michel Platini               |
| 2008 | Bobby Charlton | Michel Platini               |
| 2009 | Eusébio | Michel Platini               |
| 2010 | Raymond Kopa | Michel Platini               |
| 2011 | Gianni Rivera | Michel Platini               |
| 2012 | Franz Beckenbauer | Michel Platini               |
| 2013 | Johan Cruyff | Michel Platini               |
| 2014 | Josef Masopust | Michel Platini               |
| 2015 | nicht vergeben | Ángel María Villar (Interim) |
| 2016 | nicht vergeben | Ángel María Villar (Interim) |
| 2017 | Francesco Totti | Aleksander Čeferin           |
| 2018 | David Beckham | Aleksander Čeferin           |
| 2019 | Eric Cantona | Aleksander Čeferin           |
| 2020 | Didier Drogba | Aleksander Čeferin           |
| 2021 | Simon Kjær | Aleksander Čeferin           |
| 2021 | Medizinisches Team der Kopenhagener EURO 2020: Mogens Kreutzfeldt Frederik Flensted Anders Boesen Peder Ersgaard Jens Kleinefeld Valentin Velikov Morten Skjoldager Morten Boesen | Aleksander Čeferin           |
| 2022 | Arrigo Sacchi | Aleksander Čeferin           |
| 2023 | Miroslav Klose | Aleksander Čeferin           |
| 2024 | Gianluigi Buffon | Aleksander Čeferin           |